# Anateksis
Anateksis – proces zachodzący w głębi skorupy ziemskiej, polegający na stopniowym upłynnianiu składników dużych kompleksów skał wskutek wzrostu temperatury. Poszczególne składniki skały wytapiane są według kolejności określanej ich temperaturą topnienia. Produkty anateksis mogą zostać w skale macierzystej lub pod wpływem ciśnienia wyciskane są pomiędzy składniki nieupłynnione i gromadzą się w zdolnej do tworzenia intruzji masie wtórnej magmy.